# Карраско, Панча
Панча Карраско (исп. Pancha Carrasco; 8 апреля 1816 — 31 декабря 1890), урождённая Франциска Карраско Хименес (Francisca Carrasco Jiménez) была первой женщиной в армии Коста-Рики. Известна тем, что присоединилась к обороняющимся силам в битве при Ривасе в 1856 году с винтовкой и полным карманом пуль. Проявленные сила и решимость сделали её символом национальной гордости: ей были посвящены почтовая марка Коста-Рики, судно береговой охраны и «Премия за выдающиеся достижения женщин-полицейских им. Панчи Карраско».

## Биография
Франциска Карраско Хименес родилась 8 апреля 1816 года в Картаго, Коста-Рика, в семье Хосе Франсиско Карраско и Марии Хименес. Она имела смешанное американское, африканское и европейское происхождение. Панча была дважды замужем: сначала в 1834 году на Хуане Солано, а затем на Хиле Суньиге; однако ни один из её браков не удался.
В 1856 году (40 лет), когда Уильям Уокер и его флибустьеры вторглись в Коста-Рику, Карраско вызвалась добровольцем в качестве армейского повара и врача. Известна тем, что наполнила карманы своего фартука пулями, схватила винтовку и присоединилась к обороняющимся силам в битве при Ривасе, став первой костариканкой в армии.

## Наследие
Её сила и решимость стали символом национальной гордости, и в 1984 году она была отмечена почтовой маркой Коста-Рики.
В её честь министерство безопасности Коста-Рики учредило «Премию женщин-полицейских Панча Карраско». Катер береговой охраны США «Пойнт-Бридж» был переименован в её честь, когда он был передан береговой охране Коста-Рики в 2001 году.